# Марьевка (Советский район, Крым)
Ма́рьевка (до 1948 года Муша́й Ру́сский; укр. Мар'ївка, крымскотат. Rus Muşay, Рус Мушай) — исчезнувшее село в Советском поссовете Крымской АССР, располагавшееся в центре района, в степной части Крыма. Впоследствии территория была поглощена пгт Советский, сейчас — район на северо-западной окраине райцентра.

## История
Впервые в исторических документах поселение встречается в «…Памятной книжке Таврической губернии на 1900 год», согласно которой хутор Мушай русский, с 27 жителями в 5 дворах, входил в Семенское сельское общество Андреевской волости Феодосийского уезда. По Статистическому справочнику Таврической губернии. Ч.II-я. Статистический очерк, выпуск пятый Феодосийский уезд, 1915 год, в селе Мушай русский Андреевской волости Феодосийского уезда числилось 10 дворов (7 дворов с землёй, 3 — безземельные) с русским населением в количестве 42 человек приписных жителей и 13 — «посторонних», из которых 30 мужчин и 25 женщин. Жители владели 1000 десятинами удобной земли. В хозяйствах имелось 35 лошадей, 27 волов, 12 коров и 73 головы мелкого скота.
После установления в Крыму Советской власти, по постановлению Крымревкома № 206 «Об изменении административных границ» от 8 января 1921 года была упразднена волостная система и село вошло в состав Ичкинского района Феодосийского уезда, а в 1922 году уезды получили название округов. 11 октября 1923 года, согласно постановлению ВЦИК, в административное деление Крымской АССР были внесены изменения, в результате которых округа были отменены, Ичкинский район упразднили, включив в состав Феодосийского в состав которого включили и село. Согласно Списку населённых пунктов Крымской АССР по Всесоюзной переписи 17 декабря 1926 года, в селе Мушай (русский), Ичкинского сельсовета Феодосийского района, числилось 16 дворов, все крестьянские, население составляло 69 человек, из них 68 русских и 1немец. Постановлением ВЦИК «О реорганизации сети районов Крымской АССР» от 30 октября 1930 года Феодосийский район был упразднён и был создан Сейтлерский (по другим сведениям 15 сентября 1931 года), в который включили село, а с образованием в 1935 году Ичкинского — в состав нового района.
После освобождения Крыма от фашистов, 12 августа 1944 года было принято постановление № ГОКО-6372с «О переселении колхозников в районы Крыма» и в сентябре 1944 года в район приехали первые новоселы (180 семей) из Тамбовской области, а в начале 1950-х годов последовала вторая волна переселенцев из различных областей Украины. С 25 июня 1946 года Мушай русский в составе Крымской области РСФСР. Указом Президиума Верховного Совета РСФСР от 18 мая 1948 года, Мушай русский переименовали в Марьевку. 26 апреля 1954 года Крымская область была передана из состава РСФСР в состав УССР. Ликвидирована до 1960 года, поскольку в «Справочнике административно-территориального деления Крымской области на 15 июня 1960 года» селение уже не значилось (согласно справочнику «Крымская область. Административно-территориальное деление на 1 января 1968 года» — в период с 1954 по 1968 год, как село Советского поссовета).